# The Black Saint and the Sinner Lady
(Charles Mingus)
The Black Saint and the Sinner Lady è un album in studio del musicista e contrabbassista jazz statunitense Charles Mingus, pubblicato nel 1963 dalla Impulse! Records.
Il disco consiste in un'unica lunga composizione divisa in quattro tracce e sei movimenti, parzialmente scritta come un balletto.
L'album possiede una posizione di rilievo nell'intera discografia mingusiana, trattandosi di un'opera ambiziosa nella quale l'autore si prefigge di raccontare il conflitto perpetuo del popolo afroamericano contro un fato avverso che ne impedisce l'emancipazione da secoli.
Fu concepito come una sorta di "catarsi" del popolo nero vissuta attraverso un artista che ne rappresenta le sofferenze, le contraddizioni, e le pulsioni più sofferte. Charles Mingus, nonostante appartenesse alla borghesia nera e non fosse cresciuto nelle classi sociali più disagiate, era rabbiosamente consapevole della condizione di inferiorità nella quale era tenuto il suo popolo, ed era calato in questa perenne lotta. L'intento dell'autore era quello di tratteggiare attraverso la musica dei neri per antonomasia, il jazz, un profilo della sua esistenza, quella di un musicista afroamericano dalla psiche in precario equilibrio, sconvolto dalla condizione della propria gente. Grazie alla musica, Mingus vuole veicolare un messaggio libertario di speranza e di emancipazione sociale.
L'LP contiene note interne scritte personalmente da Mingus e dal suo psicoterapeuta di allora, il dr. Edmund Pollock.

## Descrizione

### Registrazione
L'album venne inciso in un'unica sessione di registrazione, il 20 gennaio del 1963, da una band di undici elementi tra cui Mingus stesso al contrabbasso. Nel disco suona un gruppo di vari musicisti, che Mingus aveva rodato nel corso di alcune serate al Club Village Vanguard. Tranne il fiatista Jerome Richardson, il batterista Dannie Richmond, e il pianista Jaki Byard, si trattava di musicisti all'epoca poco conosciuti, ma che acquistarono un discreto prestigio dopo la partecipazione a quest'album. Si tratta di un lavoro chiaramente influenzato dallo stile di Duke Ellington (con il quale Mingus aveva collaborato un anno prima per l'album Money Jungle), soprattutto nell'orchestrazione di strumenti quali le trombe, il pianoforte, e gli interventi del sax. Mingus definì il particolare stile orchestrale presente nell'album, "ethnic folk-dance music". Lo stesso optò per un massiccio utilizzo di sovraincisioni in studio in fase di post-produzione. L'innovazione messa in atto da Mingus è il concedere la massima libertà espressiva ai musicisti in partiture ariose e poliritmiche suonando loro solo la struttura dei pezzi al piano in modo da dare una vaga idea di cosa avesse in mente e di come il brano dovesse suonare.

### Composizioni
La suite è composta da quattro parti di cui l'ultima è suddivisa in tre movimenti contigui. La prima parte omaggia le grandi orchestre jazz degli anni venti, mentre la ritmica tira fino al caos totale. Duet Solo Dancers inizia con un assolo al pianoforte che ricorda ancora Ellington, poi la calma viene alterata da trombe in stile jungle che si spingono fino a simulare uno spiritual. La terza parte è caratterizzata da alcuni passaggi chitarristici in stile flamenco, suonati da Jay Berliner, per poi fare ritorno al blues. La sezione conclusiva, Mode D - Trio and Group Dancers, è un'orgia caotica di ritmi differenti, chitarre spagnoleggianti, fiati, interventi corali, accelerazioni spiritual e gospel, a riassumere in soli 17 minuti circa l'epopea in musica di un intero popolo. Mingus non eseguì mai dal vivo per intero la musica di "The Black Saint and The Sinner Lady", men che meno in una performance di musica e danza per la quale era stata concepita. La prima e unica esecuzione integrale di quest'opera-ballet fu proposta dalla formazione italiana Lydian Sound Orchestra e dalla Compagnia di Balletto Abbondanza/Bertoni al Mart di Rovereto (2014).

## Critica
| Recensione                          | Giudizio     |
| ----------------------------------- | ------------ |
| Down Beat                           | [ 7 ]        |
| All About Jazz                      | (favorevole) |
| AllMusic                            | [ 9 ]        |
| The Penguin Guide to Jazz           | [ 10 ]       |
| Q                                   | [ 11 ]       |
| The Rolling Stone Jazz Record Guide | [ 12 ]       |
| Piero Scaruffi                      | 9/10         |

L'album è spesso indicato da musicisti e critici jazz come uno dei due massimi capolavori di Mingus  (l'altro è Mingus Ah Um) e viene frequentemente posizionato nelle posizioni più alte delle classifiche dei migliori album jazz di tutti i tempi. Richard Cook e Brian Morton, autori dell'influente The Penguin Guide to Jazz, assegnano al disco il massimo dei voti, quattro stellette su quattro. Steve Huey di allMusic diede a The Black Saint and the Sinner Lady cinque stelle su cinque descrivendo come l'album fosse a suo parere "uno dei maggiori traguardi professionali in fatto di orchestrazione, mai raggiunti da qualsiasi compositore nella storia del jazz". Il critico musicale Piero Scaruffi ha definito l'album "uno dei capolavori della musica del ventesimo secolo". Nel novembre 2010, l'album si è classificato alla posizione numero 15 nella lista di RateYourMusic "Top Albums of All-time".

## Tracce
Tutti i brani hanno un sottotitolo. La quarta traccia (Lato 2 del vinile originale) consiste in tre movimenti separati.
Testi e musiche di Charles Mingus.
1. Track A – Solo Dancer (Stop! Look! And Listen, Sinner Jim Whitney!) – 6:20
2. Track B – Duet Solo Dancers (Hearts' Beat and Shades in Physical Embraces) – 6:25
3. Track C - Group Dancers - ((Soul Fusion) Freewoman and Oh, This Freedom's Slave Cries) – 7:00
4. Mode D - Trio and Group Dancers (Stop! Look! And Sing Songs Of Revolutions!) – 17:52
5. Mode E - Single Solos And Group Dance (Saint And Sinner Join In Merriment On Battle Front)
6. Mode F - Group And Solo Dance (Of Love, Pain, And Passioned Revolt, Then Farewell, My Beloved, 'til It's Freedom Day)

## Formazione
Musicisti
- Charles Mingus - contrabbasso, pianoforte
- Jerome Richardson - sax soprano e sax baritono, flauto
- Charlie Mariano - sax alto
- Dick Hafer - sax tenore, flauto
- Rolf Ericson - tromba
- Richard Williams - tromba
- Quentin Jackson - trombone
- Don Butterfield - tuba, trombone contrabbasso
- Jaki Byard - pianoforte
- Jay Berliner - chitarra acustica
- Dannie Richmond - batteria

Produzione
- Bob Thiele - produzione
- Bob Simpson - tecnico del suono
- Bob Ghiraldini - fotografie (copertina e foto interne)
- Joe Lebow - artwork